# Cypress Mountain
Cypress Mountain est une aire skiable situé à West Vancouver au Canada, dans le parc provincial Cypress. La station de ski se situe à trente minutes de voiture au nord de Vancouver et dispose de 47 pistes de ski alpin et de 19km de ski de fond. Les parcours de raquettes à neige sont également présents. Il s'agit de l'un des sites des compétitions olympiques des Jeux olympiques d'hiver de 2010 puisque la station accueille les épreuves de ski acrobatique et de snowboard. Le domaine skiable se situe entre 826 et 1440 mètres d’altitude.

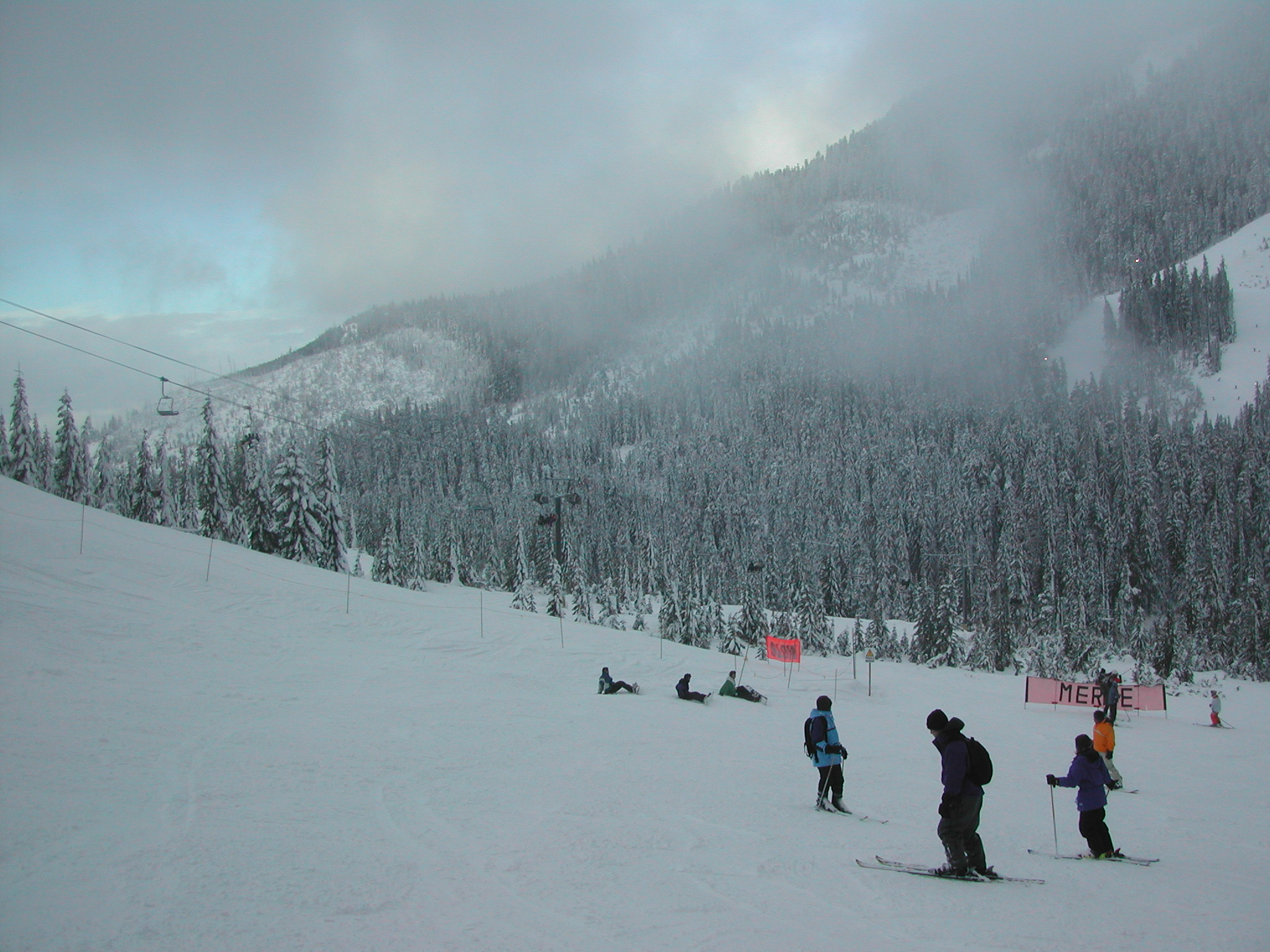
Skieurs à Cypress Mountain.

Malgré le nom de la station en « Cypress Mountain », cette montagne ne se situe pas sur le site mais 24 kilomètres à l'est. Le nom de « Cypress » est dérivé de l'arbre cyprès de Nootka.

## Jeux olympiques d'hiver de 2010
Cypress accueille lors de cet évènement les épreuves de ski acrobatique et de snowboard. La construction des pistes débute en mai 2006 après étude environnementale et s'est achevé en automne 2007.